# Torre Boldone
Torre Boldone là một đô thị ở tỉnh Bergamo trong vùng Lombardia của nước Ý, có vị trí cách khoảng 50 km về phía đông bắc của Milano và khoảng 3 km về phía đông bắc của Bergamo. Tại thời điểm ngày 31 tháng 12 năm 2004, đô thị này có dân số 8.055 người và diện tích là 3,4 km².
Torre Boldone giáp các đô thị: Bergamo, Gorle, Ponteranica, Ranica.
Torre Boldone has a part of the Maresana hill.